# مؤسسه تحقیقات همه‌گیرشناسی و میکروبیولوژی گامالیا
مؤسسه تحقیقات اپیدمیولوژی و میکروب‌شناسی گامالیا (به انگلیسی: Gamaleya Research Institute of Epidemiology and Microbiology) که پیش‌تر با عنوان مرکز تحقیقات فدرال اپیدمیولوژی و میکروب‌شناسی گامالیا شناخته می‌شد، یک مؤسسه تحقیقاتی برای تحقیقات پزشکی در روسیه می‌باشد و دفتر مرکزی آن در مسکو است. این مؤسسه که تحت نظارت وزارت بهداشت فدراسیون روسیه فعالیت می‌کند در سال ۱۸۹۱ توسط فیلیپ مارکوویچ بلیومنتال به عنوان یک آزمایشگاه خصوصی تأسیس شد و در سال ۱۹۱۹، مؤسسه‌ای ملی اعلام شد. این مؤسسه در سال ۱۹۴۹ جهت بزرگداشت دانشمند برجسته اوکراینی-روسی پیشگام در تحقیقات میکروبیولوژی و ساخت واکسن، نیکولای فئودوروویچ گامالیا (۱۸۵۹–۱۹۴۹)، به مؤسسهٔ تحقیقاتی گامالیا تغییر نام پیدا کرد. این مؤسسه با همکاری چند مؤسسهٔ دیگر، واکسنی برای پیشگیری از بیماری کروناویروس ۲۰۱۹ تولید کرده‌است.

## پژوهش‌ها

### ابولا
در ماه مه سال ۲۰۱۷، این مؤسسه اعلام کرد که ۱۰۰۰ دوز از واکسن پیشنهادی خود، GamEvac-Combi را برای انجام آزمایش جهت پیشگیری از بیماری ویروسی ابولا به گینه می‌فرستد. طبق گزارش شین‌هوآ، این واکسن به عنوان یک واکسن تأیید شده ابولا در نظر گرفته شده‌است. هرچند که این واکسن فقط در روسیه مجوز استفاده داشت و تا نوامبر ۲۰۱۹ مجوزهای بین‌المللی مورد تأیید سازمان بهداشت جهانی را نداشت.

### واکسن کووید-۱۹
در ماه مه سال ۲۰۲۰، این مرکز اعلام کرد که یک واکسن پیشنهادی برای پیشگیری از بیماری کروناویروس ۲۰۱۹ ساخته‌است. بودجهٔ این پروژه توسط صندوق ملی ثروت روسیه تأمین شد. فاز یک کارآزمایی بالینی در ۱۸ ژوئن ۲۰۲۰ تکمیل شد و گزارش شد که فاز دوم نیز در ژوئیه ۲۰۲۰ تکمیل گردیده‌است.
در ۱۱ اوت ۲۰۲۰، ولادیمیر پوتین، رئیس‌جمهور روسیه اعلام کرد که این مؤسسه واکسنی را به نام واکسن کووید-۱۹ اسپوتنیک وی تأیید و ثبت کرده‌است.
پس از اعلام ثبت این واکسن در روسیه و به‌دلیل عدم انتشار نتایج کارآزمایی بالینی، اعتراضاتی در جوامع علمی در واکنش به این موضوع انجام شد. در زمان ثبت این واکسن، هیچ شواهد و مدارکی در مورد ایمنی واکسن، دوز مؤثر، نشانگرهای زیستی و پاسخ ایمنی بدن یا اثربخشی این واکسن وجود نداشت. تا تاریخ ۸ اوت ۲۰۲۰ نیز هیچ گزارش علمی معتبری دربارهٔ این واکسن منتشر نشد.
در ۴ سپتامبر ۲۰۲۰، اطلاعات مربوط به ۷۶ شرکت‌کننده در آزمایش‌های فاز ۱ و ۲ منتشر شد که بیانگر ایمن بودن این واکسن و ایجاد پاسخ ایمنی بدن بود. چند روز بعد، در پی یکسان بودن نتایج اعلام شدهٔ آزمایش‌ها برای بسیاری از افراد شرکت کننده، این نتایج توسط ۲۷ دانشمند بین‌المللی متخصص واکسن، ناقص، مشکوک و غیرقابل اعتماد اعلام شده و به چالش کشیده شد. در ۲ فوریه ۲۰۲۱، نتایج آزمایش‌های بالینی فاز ۳ که شامل ۲۱۹۷۷ نفر شرکت‌کننده در مسکو بود، در نشریهٔ لنست منتشر شد که ۹۱٫۶٪ اثرگذاری واکسن را نشان می‌داد.